# Zlata Ibrahimovics dagbok
Zlata Ibrahimovics dagbok är den första romanen i trilogin om Zlata Ibrahimovic. Boken är skriven av Vladimir Oravsky och Daniel Malmén, och är utgiven 2004 på h:ström - Text & Kultur. Del två, Det rena landet: en berättelse om våldtäkt, och del tre, På väg: berättelser av Zlata Ibrahimovic, utkom 2007 på samma förlag.
Zlata Ibrahimovics dagbok finns även som teaterpjäs utgiven i pjäsboken Flykten under jorden: jämte flera gruvsamma och nöjsamma tragedier och komedier. Pjäsen var en av vinnarna i Dramaten/Elverkets pjästävling om Det nya Sverige.
Den danska utgåvan, Zlata Ibrahimovics dagbog, utkom 2007 på Forlaget Lundtofte.